# Список умерших в 1982 году
В этой статье представлен список известных людей, умерших в 1982 году.
- См. также: Категория:Умершие в 1982 году

## Январь
- 1 января — Николай Максимкин (58) — участник Великой Отечественной войны, капитан, Герой Советского Союза.
- 2 января — Худат Булатов (75) — участник Великой Отечественной войны, гвардии сержант, Герой Советского Союза.
- 4 января — Георгий Караванов (82) — советский хирург.
- 4 января — Семён Кратинов (65) — участник Великой Отечественной войны, полковник, Герой Советского Союза.
- 6 января — Даниял Керимбаев (72) — советский политический деятель, председатель Президиума Верховного Совета Казахской ССР (1947—1954).
- 8 января — Алексей Блинов (63) — участник Великой Отечественной войны, капитан, Герой Советского Союза.
- 10 января — Ефим Воиншин (61) — участник Великой Отечественной и советско-японской войн, старший сержант, Герой Советского Союза.
- 11 января — Иван Качурин (72) — участник Великой Отечественной войны, старшина, Герой Советского Союза.
- 11 января — Василий Фёдоров (69) — участник советско-финской войны, лейтенант, Герой Советского Союза.
- 11 января — Дзиро Хорикоси (78) — японский авиаконструктор.
- 14 января — Илья Павловский (58) — участник Великой Отечественной войны, капитан, Герой Советского Союза.
- 14 января — Виктор Харчистов (63) — участник Великой Отечественной войны, гвардии майор, Герой Советского Союза.
- 16 января — Александр Шабалин (67) — участник Великой Отечественной войны, контр-адмирал, дважды Герой Советского Союза.
- 17 января — Фёдор Бруй (74) — участник Великой Отечественной войны, подполковник, Герой Советского Союза.
- 17 января — Варлам Шаламов (74) — советский поэт и писатель, автор «Колымских рассказов» и других произведений о сталинских репрессиях.
- 17 января — Павел Шмаков (96) — советский учёный в области телевидения и электроники, Герой Социалистического Труда.
- 18 января — Дмитрий Кабанец (64) — комбайнёр Лабинской МТС Краснодарского края, Герой Социалистического Труда.
- 19 января — Леопольд Треппер (77) — советский разведчик-нелегал.
- 19 января — Семён Цвигун (64) — советский государственный деятель, первый заместитель председателя КГБ СССР (1967—1982).
- 19 января — Пётр Шкидченко (59) — генерал-лейтенант Советской Армии, Герой Российской Федерации (2000, посмертно).
- 20 января — Евгений Зосимов (71) — советский актёр.
- 21 января — Николай Светлов (73) — советский футболист, нападающий.
- 22 января — Аким Гаврилов (77) — участник Великой Отечественной войны, гвардии младший лейтенант, Герой Советского Союза.
- 22 января — Эдуардо Фрей Монтальва (71) — чилийский политический деятель, президент Чили с 1964 по 1970 год.
- 23 января — Иван Дытюк (61) — участник Великой Отечественной войны, полный кавалер Ордена Славы.
- 23 января — Александр Краснухин (73) — участник Великой Отечественной войны, майор, Герой Советского Союза.
- 23 января — Михаил Логинов (60) — участник Великой Отечественной войны, сержант, Герой Советского Союза.
- 23 января — Михаил Рыжих (71) — организатор производства авиационной и ракетной техники, директор машиностроительного завода имени М. В. Хруничева, Герой Социалистического Труда.
- 24 января — Альфредо Овандо (63) — боливийский политический и военный деятель, президент Боливии в 1969—1970.
- 25 января — Михаил Суслов (79) — советский политический деятель, дважды Герой Социалистического Труда.
- 25 января — Сергей Тужилков (62) — участник Великой Отечественной войны, майор, Герой Советского Союза.
- 26 января — Габид Тахватулин (82) — советский партийный деятель.
- 28 января — Николай Кульчицкий (52) — участник Великой Отечественной войны, капитан, Герой Советского Союза.
- 28 января — Николай Семёнов (63) — деятель советской промышленности, инженер, Герой Социалистического Труда, лауреат Ленинской премии.
- 29 января — Михаил Мохов (59) — участник Великой Отечественной войны, полковник, Герой Советского Союза.
- 29 января — Сергей Сиротюк (62) — участник Великой Отечественной войны, полковник, Герой Советского Союза.
- 30 января — Виктор Глушков (58) — советский математик и кибернетик, академик АН СССР.

## Февраль
- 1 февраля — Степан Панов (68) — участник Великой Отечественной войны, Герой Советского Союза.
- 2 февраля — Григорий Криволапов (84) — участник Великой Отечественной войны, Герой Советского Союза.
- 2 февраля — Николай Угрюмов (79) — участник Великой Отечественной войны, Герой Советского Союза.
- 3 февраля — Сергей Кострицкий (71) — участник Великой Отечественной войны, Герой Советского Союза.
- 3 февраля — Маммедали Расулзаде (97) — один из активных участников национального движения в Азербайджане.
- 4 февраля — Анатолий Макриди (79) — белогвардеец-первопоходник, затем художник-коллаборационист.
- 6 февраля — Александр Суслов (75) — участник Великой Отечественной войны, Герой Советского Союза.
- 6 февраля — Владимир Тагильцев (59) — участник Великой Отечественной войны, Герой Советского Союза.
- 8 февраля — Григорий Агешин (66) — участник Великой Отечественной войны, Герой Советского Союза.
- 9 февраля — Иван Банов (65) — участник Великой Отечественной войны, Герой Советского Союза.
- 9 февраля — Иван Зарубин (74) — участник Великой Отечественной войны, Герой Советского Союза.
- 10 февраля — Константин Грушевой (75) — генерал-полковник.
- 10 февраля — Николай Зазыбин (79) — гистолог, профессор, член-корреспондент АМН СССР.
- 11 февраля — Валентин Гущин (79) — советский государственный и партийный деятель, министр сельского строительства РСФСР (1966—1973), лауреат Сталинской премии СССР.
- 12 февраля — Николай Брыль (61) — участник Великой Отечественной войны, старший сержант, Герой Советского Союза.
- 12 февраля — Виктор Лихачёв (60) — участник Великой Отечественной войны, Герой Советского Союза.
- 12 февраля — Евграф Рыжов (65) — участник Великой Отечественной войны, Герой Советского Союза.
- 12 февраля — Николай Труфанов (81) — генерал-полковник, участник Великой Отечественной войны.
- 13 февраля — Александр Касьянов (90) — советский композитор, педагог, народный артист СССР.
- 14 февраля — Иван Григоров (67) — участник Великой Отечественной войны, Герой Советского Союза.
- 14 февраля — Григорий Лялько — участник Великой Отечественной войны, Герой Советского Союза (род. 1908).
- 14 февраля — Григорий Олейник (71) — адмирал, участник Великой Отечественной войны.
- 16 февраля — Филимон Каменев (73) — участник Великой Отечественной войны, Герой Советского Союза.
- 16 февраля — Абдулхак Умеркин (65) — участник Великой Отечественной войны, Герой Советского Союза.
- 17 февраля — Владимир Гуманенко (70) — капитан 1-го ранга, участник Великой Отечественной войны, Герой Советского Союза.
- 17 февраля — Телониус Монк (64) — выдающийся джазовый пианист и композитор, наиболее известен как один из родоначальников бибопа.
- 17 февраля — Георгий Черниенко (74) — участник Великой Отечественной войны, Герой Советского Союза.
- 18 февраля — Найо Марш (86) — новозеландская детективная писательница, театральный деятель.
- 18 февраля — Иван Пискун (68) — участник Великой Отечественной войны, Герой Советского Союза.
- 19 февраля — Бруно Зайдльхофер (76) — австрийский пианист, известный прежде всего как музыкальный педагог.
- 19 февраля — Курбан Тимергалиев (57) — Полный кавалер ордена Славы.
- 21 февраля — Василий Недбаев (76) — участник Великой Отечественной войны, старшина 1-й статьи, Герой Советского Союза.
- 21 февраля — Кузьма Чекиров (74) — участник Великой Отечественной войны, рядовой, Герой Советского Союза.
- 22 февраля — Лев Медведь (76) — советский деятель медицины, академик Академии медицинских наук СССР.
- 22 февраля — Марк Пастухов (66) — Герой Социалистического Труда.
- 23 февраля — Леонид Спирин (49) — советский легкоатлет, олимпийский чемпион 1956 года по спортивной ходьбе на 20 км.
- 25 февраля — Григорий Куропятников (61) — участник Великой Отечественной войны, старшина 1-й статьи, Герой Советского Союза.
- 26 февраля — Пётр Чигадаев (58) — участник Великой Отечественной войны, Герой Советского Союза.
- 27 февраля — Юрий Егоров (61) — русский советский кинорежиссёр, сценарист и актёр.
- 27 февраля — Алексей Иванов (77) — советский оперный певец (баритон), народный артист СССР (1951), трижды лауреат Сталинской премии (1946, 1948, 1950).
- 27 февраля — Малика Сабирова (39) — советская таджикская балерина, народная артистка СССР (1974).
- 28 февраля — Олег Беликов (63) — капитан авиации, участник Великой Отечественной войны, Герой Советского Союза.

## Март
- 2 марта — Филип Дик (53) — американский писатель-фантаст; инсульт.
- 2 марта — Василий Кротюк (72) — участник Великой Отечественной войны, полковник, Герой Советского Союза.
- 3 марта — Дмитрий Наливкин (92) — советский геолог и палеонтолог, академик (1946) и член-корреспондент (1933) АН СССР.
- 4 марта — Дмитрий Суховаров (77) — участник Великой Отечественной войны, гвардии полковник, Герой Советского Союза.
- 5 марта — Джон Белуши (33) — американский комедийный актёр, сценарист.
- 6 марта — Николай Белов (90) — советский геохимик и кристаллограф, академик АН СССР.
- 6 марта — Айн Рэнд (77) — американская писательница и философ, создатель объективизма.
- 6 марта — Александр Менакер (68) — советский актёр, муж Марии Мироновой, отец Андрея Миронова и Кирилла Ласкари.
- 7 марта — Конрад Вольф (56) — немецкий кинорежиссёр.
- 8 марта — Алексей Кузин (58) — участник Великой Отечественной войны, младший лейтенант, Герой Советского Союза.
- 8 марта — Александр Матиков (74) — участник Великой Отечественной войны, подполковник, Герой Советского Союза.
- 9 марта — Цви Кук (90) — один из крупнейших деятелей религиозного сионизма, идеолог поселенческого движения.
- 9 марта — Леонид Утёсов (86) — советский артист эстрады, певец и киноактёр, руководитель оркестра, народный артист СССР.
- 10 марта — Григорий Глыга (68) — участник Великой Отечественной войны, майор, Герой Советского Союза.
- 11 марта — Леонид Кмит (73) — советский актёр театра и кино, Петька из фильма «Чапаев».
- 12 марта — Николай Каманин (73) — советский лётчик и военачальник, участник операции по спасению экспедиции парохода «Челюскин», организатор и руководитель подготовки первых советских космонавтов, генерал-полковник авиации, Герой Советского Союза №2.
- 12 марта — Эдуард Лавринович (71) — участник Великой Отечественной войны, капитан, Герой Советского Союза.
- 14 марта — Александр Дудин (63) — участник Великой Отечественной войны, старший лейтенант, Герой Советского Союза.
- 14 марта — Алексей Матросов (71) — участник Великой Отечественной войны, полковник, Герой Советского Союза.
- 14 марта — Кирилл Молчанов (59) — советский композитор. Заслуженный деятель искусств РСФСР.
- 15 марта — Николай Габов (62) — участник Великой Отечественной войны, гвардии рядовой, Герой Советского Союза.
- 18 марта — Иван Жижель (77) — строитель, Герой Социалистического Труда.
- 18 марта — Василий Чуйков (82) — Маршал Советского Союза, дважды Герой Советского Союза.
- 18 марта — Иван Шаманов (73) — участник Великой Отечественной войны, гвардии капитан, Герой Советского Союза.
- 19 марта — Александр Репин (66) — участник Великой Отечественной войны, подполковник, Герой Советского Союза.
- 20 марта — Геннадий Гордополов (68) — участник Великой Отечественной войны,майор, Герой Советского Союза.
- 20 марта — Владимир Майстренко (60) — участник Великой Отечественной войны, гвардии младший лейтенант, Герой Советского Союза.
- 20 марта — Мариэтта Шагинян (93) — русский советский поэт и прозаик, Герой Социалистического Труда, лауреат Ленинской премии.
- 21 марта — Николай Чесноков (62) — участник Великой Отечественной войны, гвардии сержант, Герой Советского Союза.
- 23 марта — Юлий Дунский (59) — советский сценарист. Заслуженный деятель искусств РСФСР.
- 23 марта — Марио Прац (85) — итальянский писатель, переводчик, журналист, историк литературы и искусства, коллекционер.
- 23 марта — Владимир Сапожников (67) — участник Великой Отечественной войны, майор, Герой Советского Союза.
- 24 марта — Василий Баклаков (80) — участник Великой Отечественной войны, генерал-майор, Герой Советского Союза.
- 24 марта — Пётр Дмитрик (81) — участник Великой Отечественной войны,сержант, Герой Советского Союза.
- 25 марта — Фёдор Маркин (67) — участник Великой Отечественной войны, гвардии старший сержант, Герой Советского Союза.
- 25 марта — Мардан Мусаев (75) — участник Великой Отечественной войны, гвардии старший сержант, Герой Советского Союза.
- 25 марта — Николай Харламов (57) — участник Великой Отечественной войны, гвардии капитан, Герой Советского Союза.
- 26 марта — Яков Гончаров (68) — участник Великой Отечественной войны, гвардии старший лейтенант, Герой Советского Союза.
- 29 марта — Карл Орф (86) — немецкий композитор, наиболее известен кантатой «Carmina Burana» (1937).
- 30 марта — Александр Свиридов (70) — генерал-лйтенант, Герой Советского Союза.
- 31 марта — Виктор Афанасьев (57) — участник Великой Отечественной войны, сержант, Герой Советского Союза.
- 31 марта — Бакир Давлятов (66) — участник Великой Отечественной войны, старший сержант, Герой Советского Союза.

## Апрель
- 1 апреля — Василий Борисов (63) — участник Великой Отечественной войны, полковник, Герой Советского Союза.
- 4 апреля — Дмитрий Брежнев (76) — советский государственный и партийный деятель, Герой Социалистического Труда.
- 4 апреля — Джабар Расулов (68) — советский партийный и политический деятель, председатель Совета Министров Таджикской ССР, Герой Социалистического Труда.
- 5 апреля — Анатолий Нагиев (23) — советский серийный и массовый убийца (казнён).
- 6 апреля — Вольф Мерлин (84) — советский психолог. Автор теории интегральной индивидуальности.
- 6 апреля — Георгий Полуэктов (77) — участник Великой Отечественной войны, генерал-полковник артиллерии, Герой Советского Союза.
- 6 апреля — Павел Ротмистров (80) — главный маршал бронетанковых войск, Герой Советского Союза.
- 7 апреля — Янина Бандак (72) — Герой Социалистического Труда.
- 7 апреля — Николай Марачевич (77) — участник Великой Отечественной войны, полковник, Герой Советского Союза.
- 8 апреля — Степан Марковцев (70) — участник Великой Отечественной войны, генерал-майор авиации, Герой Советского Союза.
- 8 апреля — Григорий Сгибнев (62) — участник Великой Отечественной войны, гвардии сержант, Герой Советского Союза.
- 10 апреля — Владимир Джанджгава (74) — участник Великой Отечественной войны, генерал-лейтенант, Герой Советского Союза.
- 10 апреля — Константин Кулаков (61) — участник Великой Отечественной войны, капитан, Герой Советского Союза.
- 11 апреля — Мартын Ананьев (81) — участник Великой Отечественной войны, старший сержант, Герой Советского Союза.
- 11 апреля — Иоанн (Гарклавс) (83) — епископ Православной Церкви в Америке, архиепископ Чикагский и Миннеапольский.
- 12 апреля — Софья Гиацинтова (86) — советская актриса театра и кино, народная артистка СССР.
- 12 апреля — Виталий Горяев (71) — советский график-иллюстратор, народный художник СССР.
- 13 апреля — Василий Зайцев (71) — участник Великой Отечественной войны, генерал-майор танковых войск, Герой Советского Союза.
- 13 апреля — Семён Мельников (66) — участник Великой Отечественной войны, старшина, Герой Советского Союза.
- 16 апреля — Анатолий Александров (93) — советский композитор, народный артист СССР.
- 16 апреля — Константин Зародов (61) — советский политический деятель, журналист и историк; доктор исторических наук, профессор.
- 16 апреля — Николай Юферов (59) — участник Великой Отечественной войны, полковник, Герой Советского Союза.
- 17 апреля — Михаил Турбай (63) — участник Великой Отечественной войны, младший лейтенант авиации, Герой Советского Союза.
- 19 апреля — Амрах Асланов (61) — полный кавалер ордена Славы.
- 19 апреля — Николай Юферов (59) — участник Великой Отечественной войны, Герой Советского Союза.
- 21 апреля — Александр Демаков (21) — старший лейтенант Советской Армии, Герой Советского Союза (посмертно).
- 21 апреля — Антон Петров (80) — участник Великой Отечественной войны, генерал-майор, Герой Советского Союза.
- 22 апреля — Василий Горбов (57) — полный кавалер ордена Славы.
- 22 апреля — Владимир Дягилев (62) — русский советский прозаик, публицист, журналист.
- 23 апреля — Семён Гуревич (66) — участник Великой Отечественной войны, гвардии лейтенант, Герой Советского Союза.
- 24 апреля — Михаил Дьяченко (72) — полный кавалер Ордена Славы.
- 24 апреля — Алексей Экимян (55) — советский композитор армянского происхождения, автор популярных песен.
- 24 апреля — Вилле Ритола (86) — финский легкоатлет, пятикратный олимпийский чемпион (1924).
- 25 апреля — Борис Андреев (67) — советский актёр театра и кино, народный артист СССР.
- 25 апреля — Михаил Мальцев (77) — участник Великой Отечественной войны, Герой Социалистического Труда.
- 26 апреля — Степан Закурдаев (56) — участник Великой Отечественной войны, гвардии ефрейтор, Герой Советского Союза.
- 27 апреля — Григорий Дмитрюк (62) — участник Великой Отечественной войны, генерал-майор авиации, Герой Советского Союза.
- 27 апреля — Александр Шурупов (62) — советский военачальник, участник Великой Отечественной войны, генерал-полковник.
- 28 апреля — Николай Стогов (47) — заслуженный лётчик-испытатель СССР, полковник, Герой Советского Союза (погиб).
- 29 апреля — Петроний Аматуни (85) — советский писатель-фантаст.

## Май
- 1 мая — Михаил Сюзюмов (88) — основоположник тематического коллекционирования в советской филателии.
- 1 мая — Рубен Аванесов (80) — российский языковед, основоположник хронологической школы, один из основателей московской фонологической школы.
- 1 мая — Маргарет Шеридан (55) — американская актриса кино и телевидения.
- 2 мая — Иван Кувика (62) — участник Великой Отечественной войны,полковник Советской Армии, Герой Советского Союза.
- 2 мая — Ефим Лев (75) — участник Великой Отечественной войны, полковник, Герой Советского Союза (1945), лишён всех званий и наград в связи с осуждением.
- 3 мая — Фея Балабина (71) — балерина, солистка Мариинского театра, балетмейстер и балетный педагог.
- 3 мая — Андрей Руденко (63) — участник Великой Отечественной войны, полковник, Герой Советского Союза.
- 3 мая — Борис Шаронов (56) — участник Великой Отечественной войны, генерал-майор, Герой Советского Союза.
- 4 мая — Алексей Козлов (71) — советский политический деятель, министр животноводства СССР, министр сельского хозяйства и заготовок СССР, министр совхозов СССР.
- 5 мая — Николай Органов (81) — советский государственный деятель, председатель Президиума Верховного Совета РСФСР (1959—1962).
- 5 мая — Федот Филин (74) — советский филолог и администратор науки, славист, член-корреспондент АН СССР.
- 7 мая — Дмитрий Берлинский (66) — участник Великой Отечественной войны, гвардии подполковник, Герой Советского Союза.
- 7 мая — Александр Фурманов (66) — участник Великой Отечественной войны, старший лейтенант инженерных войск, герой Советского Союза.
- 8 мая — Гавриил Соловьёв (69) — участник Великой Отечественной войны,гвардии лейтенант, Герой Советского Союза.
- 10 мая — Андрей Власов (68) — участник Великой Отечественной войны, капитан, Герой Советского Союза.
- 10 мая — Николай Киценко (60) — советский украинский журналист, краевед, партийный и советский работник.
- 12 мая — Александр Борисов (77) — советский актёр театра и кино, кинорежиссёр, сценарист, народный артист СССР, Герой Социалистического Труда.
- 12 мая — Александр Ноткин (81) — советский экономист, член-корреспондент АН СССР.
- 12 мая — Леонид Стромкин (60) — участник Великой Отечественной войны, подполковник, Герой Советского Союза
- 13 мая — Ахсарбек Абаев (58) — участник Великой Отечественной войны, гвардии сержант, Герой Советского Союза.
- 13 мая — Иосиф Вартичан (71) — советский государственный и партийный деятель, председатель Верховного Совета Молдавской ССР (1959—1963).
- 13 мая — Кара Караев (64) — азербайджанский композитор и педагог, Герой Социалистического Труда, народный артист СССР, лауреат Ленинской премии.
- 16 мая — Юрий Кузнецов (79) — советский геолог и петролог, академик АН СССР.
- 17 мая — Александр Опарин (34) — майор Советской Армии, Герой Советского Союза (посмертно).
- 18 мая — Сергей Анохин (73) — участник Великой Отечественной войны, гвардии подполковник, Герой Советского Союза.
- 18 мая — Александр Гуданов (59) — участник Великой Отечественной войны, капитан, Герой Советского Союза.
- 22 мая — Афанасий Шилин (57) — участник Великой Отечественной войны, генерал-лейтенант, дважды Герой Советского Союза.
- 24 мая
  - Николай Михайлов (75) — советский комсомольский, партийный и государственный деятель, 1-й секретарь ЦК ВЛКСМ (1938—1952), министр культуры СССР (1955—1960), председатель Госкомпечати (1965—1970).
  - Галимзян Шагвалеев (62) — участник Великой Отечественной войны, ефрейтор, Герой Советского Союза.
- 25 мая — Евгений Полосин (70) — белорусский советский актёр театра и кино. Народный артист СССР.
- 28 мая — Борис Чирков (80) — советский актёр, Герой Социалистического Труда, народный артист СССР.
- 28 мая — Мотеюс Шумаускас (76) — советский государственный и партийный деятель, председатель Совета Министров Литовской ССР, председатель Президиума Верховного Совета Литовской ССР.
- 29 мая — Арташес Каринян (77) — советский политический деятель, председатель ЦИК Армянской ССР, Герой Социалистического Труда.
- 29 мая — Илья Кремок (66) — участник Великой Отечественной войны, младший лейтенант, Герой Советского Союза.
- 29 мая — Роми Шнайдер (43) — немецко-французская киноактриса, звезда австрийского, немецкого и французского кино.
- 31 мая — Чеслав Зберанский (96) — польский инженер, пионер польской авиации, авиаконструктор.

## Июнь
- 1 июня — Алексей Николаев (67) — участник Великой Отечественной войны, майор, дважды Герой Советского Союза.
- 2 июня — Иван Михайличенко (61) — участник Великой Отечественной войны, полковник, дважды Герой Советского Союза.
- 5 июня — Закария Белимбаев (65) — участник Великой Отечественной войны, рядовой, Герой Советского Союза.
- 7 июня — Иван Шиянов (76) — участник Великой Отечественной войны, полковник, Герой Советского Союза.
- 8 июня — Иван Кадомцев (60) — полный кавалер Ордена Славы.
- 9 июня — Георгий Беспалов (76) — участник Великой Отечественной войны, гвардии майор, Герой Советского Союза.
- 9 июня — Андрей Локтионов (72) — участник Великой Отечественной войны, подполковник, Герой Советского Союза.
- 10 июня — Гала Дали (Дьяконова, Елена Дмитриевна) (87) — жена и муза Сальвадора Дали.
- 10 июня — Бауржан Момыш-улы (71) — участник Великой Отечественной войны, полковник, Герой Советского Союза (1990, посмертно), писатель.
- 10 июня — Николай Ортынский (67) — участник Великой Отечественной войны, полковник, Герой Советского Союза.
- 10 июня — Райнер Вернер Фасбиндер (37) — немецкий кинорежиссёр, сценарист, актёр, драматург, один из лидеров «нового немецкого кино».
- 10 июня — Бернард Томас Хейнце (87) — австралийский дирижёр, педагог, общественный деятель.
- 11 июня — Анатолий Солоницын (47) — советский актёр театра и кино, заслуженный артист РСФСР.
- 13 июня — Риккардо Палетти (23) — итальянский гонщик Формулы-1 (погиб во время гонки).
- 13 июня — Халид ибн Абдель Азиз ас-Сауд (69) — король Саудовской Аравии.
- 18 июня — Сактаган Баишев (73) — советский государственный и партийный деятель, председатель Верховного Совета Казахской ССР.
- 18 июня — Иван Ивкин (58) — участник Великой Отечественной войны, старший лейтенант, Герой Советского Союза.
- 18 июня — Курд Юргенс (66) — австрийский актёр немецко-французского происхождения.
- 19 июня — Явдат Ильясов (53) — советский писатель.
- 19 июня — Пантелеймон Крымов (63) — советский российский актёр театра и кино.
- 20 июня — Николай Мельников (74) — советский учёный в области строительной механики и теории металлоконструкций, член-корреспондент АН СССР, лауреат Ленинской премии.
- 20 июня — Александр Сидоренко (67) — участник Великой Отечественной войны, младший сержант, Герой Советского Союза.
- 20 июня — Алексей Тимофеев (57) — участник Великой Отечественной войны, , гвардии майор, Герой Советского Союза.
- 22 июня — Николай Дьяконов (56) — участник Великой Отечественной войны, майор, Герой Советского Союза.
- 24 июня — Андрей Коньшаков (72) — участник Великой Отечественной войны, лейтенант, Герой Советского Союза.
- 25 июня — Анатолий Головня (82) — советский оператор, теоретик кино, педагог, доктор искусствоведения, Герой Социалистического Труда.
- 26 июня — Герасим Рудь (75) — советский партийный и государственный деятель, председатель Совета Министров Молдавской ССР.
- 26 июня — Давид Эхт — генерал-майор танковой службы, заслуженный мастер спорта СССР, 16-кратный рекордсмен СССР и 3-кратный мира, первый чемпион СССР по штанге в среднем весе.
- 27 июня — Дмитрий Жеребин (76) — участник Великой Отечественной войны, гвардии генерал-полковник, Герой Советского Союза.

## Июль
- 1 июля — Василий Турок (62) — сельскохозяйственный деятель, Герой Социалистического Труда.
- 3 июля — Николай Быков (75) — участник Великой Отечественной войны, полковник, Герой Советского Союза.
- 3 июля — Пётр Суслов (72) — участник Великой Отечественной войны, гвардии сержант, Герой Советского Союза.
- 3 июля — Василий Филимоненков (64) — участник Великой Отечественной войны, полковник, Герой Советского Союза.
- 4 июля — Антонио Гусман (71) — президент Доминиканской Республики в 1978–1982 (застрелился в должности).
- 8 июля — Пётр Бочкарёв (64) — участник Великой Отечественной войны, капитан, Герой Советского Союза.
- 10 июля — Андрей Потопольский (74) — участник Великой Отечественной войны, майор, Герой Советского Союза.
- 11 июля — Лутфулла Гизатдинов (64) — деятель советской промышленности, Герой Социалистического Труда.
- 11 июля — Виктор Резанов (59) — участник Великой Отечественной войны, гвардии старший сержант, Герой Советского Союза.
- 16 июля — Патрик Девер (35) — французский актёр, певец и композитор.
- 16 июля — Николай Пасько (63) — участник Великой Отечественной войны, полковник, Герой Советского Союза.
- 17 июля — Пётр Дмитриев (70) — участник Великой Отечественной войны, капитан, Герой Советского Союза.
- 17 июля — Юрий Мазный (75) — участник Великой Отечественной войны, гвардии полковник, Герой Советского Союза.
- 20 июля — Жан Жиро (58) — французский режиссёр-комедиограф, сценарист.
- 22 июля — Иван Хроменков (79) — участник Великой Отечественной войны, гвардии майор, Герой Советского Союза.
- 23 июля — Иван Титков (69) — участник Великой Отечественной войны, партизан, Герой Советского Союза.
- 23 июля — Аркадий Трусов (77) — советский и российский актёр кино, заслуженный артист РСФСР.
- 24 июля — Александра Михайлюк (66) — работница сельского хозяйства, Герой Социалистического Труда.
- 25 июля — Пётр Шутов (77) — участник Великой Отечественной войны, подполковник, Герой Советского Союза.
- 26 июля — Самуил Блехман (64) — советский инженер, крупнейший филателист СССР.
- 26 июля — Алексей Губанов (64) — участник Великой Отечественной войны, полковник, Герой Советского Союза.
- 26 июля — Андрей Коновалов (64) — участник Великой Отечественной войны, полковник, Герой Советского Союза.
- 26 июля — Рикардо Перес Годой (77) — перуанский военный и политический деятель, президент Перу в 1962–1963.
- 27 июля — Владимир Смирнов (28) — советский рапирист, олимпийский чемпион, заслуженный мастер спорта СССР (погиб на соревнованиях).
- 28 июля — Владимир Латышев (61) — участник Великой Отечественной войны, старший лейтенант, Герой Советского Союза.
- 29 июля — Владимир Зворыкин (94) — американский инженер русского происхождения, один из изобретателей современного телевидения.

## Август
- 1 августа — Константин Никонов (60) — участник Великой Отечественной войны, гвардии старший лейтенант, Герой Советского Союза.
- 2 августа — Иван Козлов (79) — участник Великой Отечественной войны, полковник, Герой Советского Союза.
- 2 августа — Николай Пилюгин (74) — советский инженер-конструктор в области систем автономного управления ракетными и ракетно-космическими комплексами, академик АН СССР, дважды герой Социалистического Труда, лауреат Ленинской премии.
- 2 августа — Игорь Шардаков (60) — участник Великой Отечественной войны, гвардии подполковник, Герой Советского Союза.
- 5 августа — Михал Былина (78) — польский художник, график и иллюстратор.
- 6 августа — Лаврентий Мазорчук (75) — участник Великой Отечественной войны, полный кавалер ордена Славы.
- 7 августа — Александр Матвеев (060) — участник Великой Отечественной войны, полковник, Герой Советского Союза.
- 8 августа — Зиновий Сердюк (78) — советский партийный и государственный деятель, первый секретарь ЦК КП Молдавии.
- 9 августа — Александр Алексеев (81) — французский художник-график русского происхождения, книжный иллюстратор, аниматор, изобретатель игольчатого экрана.
- 10 августа — Батор Басанов (71) — участник Великой Отечественной войны, гвардии старший сержант, Герой Советского Союза.
- 10 августа — Спартак Угрюмов (58) — участник Великой Отечественной войны, старший лейтенант, Герой Советского Союза.
- 12 августа — Николай Иноземцев (61) — советский экономист и политолог, академик АН СССР.
- 12 августа — Генри Фонда (77) — американский актёр.
- 13 августа — Григорий Великоконь (61) — старший сержант старший сержант, Герой Советского Союза.
- 13 августа — Кузьма Степин (68) — участник Великой Отечественной войны, капитан, Герой Советского Союза.
- 15 августа — Иван Захаров (73) — участник Великой Отечественной войны, партизан, полковник, Герой Советского Союза.
- 15 августа — Хаим Краснокутский (78) — участник Великой Отечественной войны, генерал-майор, Герой Советского Союза.
- 15 августа — Николай Левицкий (70) — советский режиссёр-документалист, сценарист, народный артист СССР.
- 15 августа — Николай Петухов (69) — участник Великой Отечественной войны, гвардии подполковник, Герой Советского Союза.
- 16 августа — Иван Зотов (63) — участник Великой Отечественной войны, гвардии старший сержант, Герой Советского Союза.
- 17 августа — Александр Комаров (60) — участник Великой Отечественной войны, капитан 1-го ранга, Герой Советского Союза.
- 17 августа — Евгений Пермяк (81) — советский писатель и драматург, журналист, режиссёр.
- 17 августа — Игорь Шамо (57) — советский композитор.
- 19 августа — Григорий Зайцев (72) — советский военачальник, генерал-майор танковых войск.
- 20 августа — Данара Ашилова (46) — советский антрополог, автор работ по калмыкам.
- 21 августа — Василий Иванов (60) — участник Великой Отечественной войны, младший лейтенант, Герой Советского Союза.
- 21 августа — Иван Никонов (58) — полный кавалер ордена Славы.
- 21 августа — Собхуза II (83) — король Свазиленда (умер в должности).
- 23 августа
  - Алексей Чурилин (65) — участник Великой Отечественной войны, полковник, Герой Советского Союза.
  - Станфорд Мур (68) — американский биохимик, лауреат Нобелевской премии по химии.
- 25 августа — Владимир Нестеров (62) — участник Великой Отечественной войны, старший сержант, Герой Советского Союза.
- 25 августа — Анна Герман (46) — польская певица и композитор.
- 26 августа — Степан Ковганюк (80) — советский писатель, переводчик и редактор.
- 26 августа — Валентин Мусатов (73) — участник Великой Отечественной войны, полковник, Герой Советского Союза.
- 26 августа — Николай Шелковников (65) — участник Великой Отечественной войны, капитан, Герой Советского Союза.
- 28 августа — Алексей Чехманов (62) — полный кавалер ордена Славы.
- 29 августа — Ингрид Бергман (67) — шведская актриса.

## Сентябрь
- 1 сентября — Владислав Гомулка (77) — польский партийный и государственный деятель, генеральный секретарь ЦК Польской рабочей партии (1943—1948), Польской объединённой рабочей партии (1956—1970).
- 1 сентября — Владимир Соболев (74) — советский учёный-геолог, академик АН СССР, Герой Социалистического Труда, лауреат Ленинской премии.
- 2 сентября — Степан Спирьков (77) — участник Великой Отечественной войны, капитан, Герой Советского Союза.
- 2 сентября — Ляля Чёрная (73) — советская актриса театра и кино, танцовщица, исполнительница цыганских песен и романсов.
- 3 сентября — Виктор Дедков (68) — участник Великой Отечественной войны, полковник, Герой Советского Союза.
- 3 сентября — Карло Альберто Далла Кьеза (61) — префект Палермо, генерал, борец с мафией (убит).
- 7 сентября — Михаил Байдуга (69) — советский сельскохозяйственный деятель, Герой Социалистического Труда.
- 7 сентября — Дмитрий Смирнов (64) — участник Великой Отечественной войны, полковник, Герой Советского Союза.
- 9 сентября — Асланчерий Чамоков (74) — советский сельскохозяйственный деятель, Герой Социалистического Труда.
- 10 сентября — Василий Кравченко (57) — участник Великой Отечественной войны, младший сержант, Герой Советского Союза.
- 10 сентября — Иван Скобелев (81) — участник Великой Отечественной войны, рядовой, Герой Советского Союза.
- 12 сентября — Усен Бейшеев (59) — полный кавалер ордена Славы.
- 13 сентября — Мариус Канар (93) — французский исламовед, востоковед-арабист, историк-медиевист.
- 14 сентября — Евгений Андреенко (65) — участник Великой Отечественной войны, гвардии капитан, Герой Советского Союза.
- 14 сентября — Башир Жмайель (34) — Президент Ливана (убит).
- 14 сентября — Грейс Келли (52) — американская актриса, супруга князя Монако Ренье III.
- 14 сентября — Гордей Филиппов (78) — участник Великой Отечественной войны, рядовой, Герой Советского Союза.
- 14 сентября — Кристьяун Эльдьяудн (65) — президент Исландии в 1968–1980.
- 16 сентября — Вильгельм Левик (75) — советский поэт-переводчик, литературовед, художник.
- 17 сентября — Иван Толстой (62) — участник Великой Отечественной войны, полковник, Герой Советского Союза.
- 19 сентября — Семён Полежаев (64) — участник Великой Отечественной войны, майор, Герой Советского Союза.
- 21 сентября — Иван Баграмян (84) — Маршал Советского Союза, дважды Герой Советского Союза.
- 22 сентября — Николай Захаров (63) — участник Великой Отечественной войны, лейтенант, Герой Советского Союза.
- 23 сентября — Алексей Дмитриев (69) — участник Великой Отечественной войны, гвардии полковник, Герой Советского Союза.
- 24 сентября — Михаил Мазурин (66) — участник Великой Отечественной войны, гвардии старшина, Герой Советского Союза.
- 25 сентября — Иван Можиевский (70) — участник Великой Отечественной войны, гвардии старший лейтенант, Герой Советского Союза.
- 26 сентября — Сергей Вернов (72) — советский физик, академик АН СССР.
- 26 сентября — Никита Подгорный (51) — советский актёр театра и кино, народный артист РСФСР.
- 29 сентября — Иван Калмыков (57) — полный кавалер Ордена Славы.
- 29 сентября — Николай Орлов (62) — участник Великой Отечественной войны, партизан, Герой Советского Союза.
- 29 сентября — Фёдор Рудской (61) — участник Великой Отечественной войны, генерал-майор, Герой Советского Союза.
- 29 сентября — Игорь Сорнев (63) — участник Великой Отечественной войны, старший лейтенант, Герой Советского Союза.

## Октябрь
- 4 октября — Ахмед Хасан аль-Бакр (68) — иракский военный, политический и государственный деятель, президент страны ( в 1968–1979).
- 4 октября — Гленн Гульд (50) — канадский пианист.
- 6 октября — Хосе Мигель Идигорас Фуэнтес (86) — президент Гватемалы в 1958–1963.
- 6 октября — Мария Князева (64) — советский сельскохозяйственный деятель, дважды Герой Социалистического Труда.
- 6 октября — Иван Копылов (62) — участник Великой Отечественной войны, полковник, Герой Советского Союза.
- 6 октября — Яков Юла (58) — участник Великой Отечественной войны, гвардии старший сержант, Герой Советского Союза.
- 9 октября — Никита Чепур (76) — участник Великой Отечественной войны, , гвардии младший сержант, Герой Советского Союза.
- 10 октября — Михаил Шульц (58) — участник Великой Отечественной войны, подполковник, Герой Советского Союза.
- 10 октября — Алексей Яковлев (63) — участник Великой Отечественной войны, полковник, Герой Советского Союза.
- 11 октября — Виктор Кулагин (59) — советский патофизиолог, академик АМН СССР.
- 11 октября — Александр Шопин (64) — участник Великой Отечественной войны, гвардии старший лейтенант, Герой Советского Союза.
- 16 октября — Марио Дель Монако (67) — итальянский оперный певец (тенор).
- 16 октября — Дмитрий Яблочкин (72) — участник Великой Отечественной войны, гвардии младший лейтенант, Герой Советского Союза.
- 16 октября — Жан Эффель (74) — французский художник-карикатурист
- 17 октября — Иван Заикин — участник Великой Отечественной войны, подполковник, Герой Советского Союза.
- 17 октября — Владимир Никифоров (57) — участник Великой Отечественной войны, партизан, Герой Советского Союза.
- 17 октября — Иван Тимчук (81) — участник Великой Отечественной войны, партизан, Герой Советского Союза.
- 18 октября — Степан Репин (75) — участник Великой Отечественной войны, рядовой, Герой Советского Союза.
- 18 октября — Пьер Мендес-Франс, премьер-министр Франции в 1954—1955 годах.
- 18 октября — Бесс Трумэн (97) — бывшая первая леди США, жена президента Гарри Трумэна.
- 19 октября — Моисей Шахнович (64) — участник Великой Отечественной войны, капитан, Герой Советского Союза, капитан.
- 19 октября — Василий Симбирцев (81) — советский, российский архитектор, народный архитектор СССР.
- 21 октября — Евгений Егоров (74) — советский инженер-кораблестроитель, Герой Социалистического Труда.
- 22 октября — Александр Галкин — советский физик-экспериментатор.
- 22 октября — Савитри Деви (77) — греко-французская писательница, религиозный философ.
- 23 октября — Кужабай Жазыков (62) — участник Великой Отечественной войны, гвардии сержант, Герой Советского Союза.
- 23 октября — Илья Лифшиц (65) — советский физик-теоретик, академик АН СССР.
- 24 октября — Николай Кузнецов (64) — участник Великой Отечественной войны, майор, Герой Советского Союза.
- 26 октября — Джованни Бенелли (61) — итальянский куриальный кардинал, один из кардиналов, рассматривавшихся потенциальными Папами на двух Папских Конклавах (1978).
- 26 октября — Александр Постолюк (62) — участник Великой Отечественной войны, старший сержант, Герой Советского Союза (1943), лишён всех званий и наград в связи с осуждением.
- 27 октября — Аба Лернер (78) — американский экономист.
- 30 октября — Ирина Вильде (наст. имя Полотнюк Дарина Дмитриевна) (75) — украинская писательница, внесённая ЮНЕСКО в список знаменитых людей XX столетия и второго тысячелетия.
- 30 октября — Николай Черных (57) — участник Великой Отечественной войны, гвардии сержант, Герой Советского Союза.
- 31 октября — Александр Ксенофонтов (69) — советский боксёр, заслуженный мастер спорта СССР.

## Ноябрь
- 2 ноября — Георгий Берёзко (77) — советский прозаик, режиссёр, сценарист кино и мультфильмов.
- 2 ноября — Константин Квашнин (83) — советский спортсмен, заслуженный мастер спорта СССР.
- 2 ноября — Василий Руденков (51) — советский спортсмен, легкоатлет, заслуженный мастер спорта СССР.
- 4 ноября — Дмитрий Франько (69) — советский актёр театра и кино, народный артист УССР.
- 5 ноября — Ерминингельд Трясин (70) — участник Великой Отечественной войны, капитан, Герой Советского Союза.
- 6 ноября — Николай Алфёров (65) — российский архитектор, педагог, народный архитектор СССР.
- 8 ноября — Иван Примакин (59) — участник Великой Отечественной войны, капитан, Герой Советского Союза.
- 9 ноября — Иван Омельченко (57) — участник Великой Отечественной войны, лейтенант, Герой Советского Союза.
- 10 ноября — Леонид Брежнев (75) — советский государственный и партийный деятель, глава советского государства в 1964—1982.
- 11 ноября — Юрий Максарёв (79) — советский государственный деятель, организатор промышленности. Герой Социалистического Труда. .
- 11 ноября — Алексей Костин (71) — участник Великой Отечественной войны, подполковник, Герой Советского Союза.
- 12 ноября — Николай Ларин (64) — участник Великой Отечественной войны, полковник, Герой Советского Союза.
- 12 ноября — Евгений Червонюк (58) — советский оперный певец, педагог, народный артист СССР.
- 14 ноября — Пётр Якир (59) — советский историк, участник правозащитного движения.
- 15 ноября — Иван Кабалин (59) — участник Великой Отечественной войны, младший лейтенант, Герой Советского Союза.
- 15 ноября — Иван Каторжный (62) — участник Великой Отечественной войны, майор, Герой Советского Союза.
- 16 ноября — Павел Александров (86) — известный советский математик.
- 17 ноября — Эдуард Тубин (77) — эстонский и шведский композитор-симфонист и дирижёр.
- 19 ноября — Игорь Крейзер (59) — участник Великой Отечественной войны, полковник, Герой Советского Союза.
- 20 ноября — Фёдор Бартенев (66) — советский педагог, учитель математики.
- 20 ноября — Савва Бродский (59) — советский художник, книжный иллюстратор.
- 20 ноября — Василий Кузьмичёв (69) — участник Великой Отечественной войны, старшина, Герой Советского Союза.
- 20 ноября — Дмитрий Терюхов (81) — советский военный, участник Гражданской и Великой Отечественной войн, генерал-майор технических войск.
- 21 ноября — Павел Кочерга (71) — участник Великой Отечественной войны, капитан, Герой Советского Союза.
- 22 ноября — Кумар Падма Шивашанкар Менон (84) — индийский дипломат, общественный деятель и писатель, лауреат Международной Ленинской премии.
- 23 ноября — Михаил Георгадзе (70) — советский государственный и партийный деятель, секретарь Президиума Верховного Совета СССР (1957—1982).
- 25 ноября — Карис Канатбай (71) — казахский преподаватель, впоследствии военный офицер Туркестанского легиона, а затем генеральный секретарь Национального комитета объединения Туркестана.
- 25 ноября — Николай Молочников (57) — участник Великой Отечественной войны, майор, Герой Советского Союза.
- 26 ноября — Василий Савченко (73) — полный кавалер ордена Славы.
- 27 ноября — Владимир Алкидов (62) — участник Великой Отечественной войны, капитан, Герой Советского Союза.
- 28 ноября — Александр Беляков (84) — советский лётчик, участник рекордных авиационных перелётов, генерал-лейтенант, Герой Советского Союза.
- 28 ноября — Иван Грушецкий (78) — советский государственный и партийный деятель, председатель Президиума Верховного Совета Украинской ССР (1972—1976), Герой Социалистического Труда.
- 29 ноября — Лазарь Дубиновский (72) — советский скульптор-портретист, член-корреспондент Академии Художеств СССР
- 29 ноября — Юрий Казаков (55) — советский писатель.
- 30 ноября — Григорий Ионин (65) — участник Великой Отечественной войны, гвардии майор, Герой Советского Союза.

## Декабрь
- 2 декабря — Джованни Феррари (74) — итальянский футболист, 2-хкратный чемпион мира.
- 3 декабря — Пётр Перепечин (67) — участник Великой Отечественной войны, старший лейтенант, Герой Советского Союза.
- 3 декабря — Иван Соловьёв (72) — советский актёр театра и кино, театральный режиссёр, педагог, народный артист СССР.
- 5 декабря — Фёдор Абрамов (78) — советский учёный в области горного дела.
- 5 декабря — Гурген Баласанян (72) — советский режиссёр-документалист и сценарист.
- 6 декабря — Иван Богатырь (63) — участник Великой Отечественной войны, капитан, Герой Советского Союза.
- 7 декабря — Георгий Кистяковский (82) — американский химик, один из создателей первой атомной бомбы, научный советник президента Дуайта Эйзенхауэра.
- 7 декабря — Василий Шорников (77) — участник Великой Отечественной войны, майор, Герой Советского Союза
- 8 декабря — Алексей Криворученко (64) — участник Великой Отечественной войны, полковник, Герой Советского Союза.
- 8 декабря — Хаим Ласков — израильский генерал, 5-й начальник Генерального штаба Армии Обороны Израиля.
- 9 декабря — Кесарь Коровин (64) — участник Великой Отечественной войны, полковник, Герой Советского Союза.
- 10 декабря — Борис Еналиев (68) — участник Великой Отечественной войны, сержант, Герой Советского Союза.
- 11 декабря — Эммануил Краснянский (91) — советский театральный режиссёр.
- 13 декабря — Мусий Богуцкий (62) — советский писатель и критик.
- 13 декабря — Виталий Дараселия (25) — советский футболист, заслуженный мастер спорта СССР (погиб).
- 15 декабря — Давид Джабидзе (66) — участник Великой Отечественной войны, капитан, Герой Советского Союза.
- 17 декабря — Леонид Коган (58) — советский скрипач и педагог, народный артист СССР, лауреат Ленинской премии.
- 18 декабря — Аркадий Белов (65) — участник Великой Отечественной войны, старший лейтенант, Герой Советского Союза.
- 20 декабря — Пётр Бриедис (77) — советский государственный деятель, 1-й председатель Верховного Совета Латвийской ССР (1940—1957).
- 20 декабря — Александр Кондрашёв (60) — участник Великой Отечественной войны, полковник, Герой Советского Союза.
- 20 декабря — Артур Рубинштейн (95) — польский и американский пианист.
- 20 декабря — Раиса Аронова (62) — участник Великой Отечественной войны, гвардии лейтенант, Герой Советского Союза.
- 21 декабря — Анатолий Марченков (72) — участник Великой Отечественной войны, рядовой, Герой Советского Союза.
- 21 декабря — Морис Мендельсон (78) — советский учёный-американист, критик и литературовед, литератор.
- 21 декабря — Григорий Чистополов (80) — Герой Социалистического Труда.
- 24 декабря — Луи Арагон (85) — французский поэт и прозаик, член Гонкуровской академии, лауреат Международной Ленинской премии.
- 25 декабря — Елисей Тугуши (69) — участник Великой Отечественной войны, старший лейтенант, Герой Советского Союза.
- 26 декабря — Виктор Борковский (82) — российский лингвист, академик АН СССР.
- 26 декабря — Дмитрий Пономарёв (74) — участник Великой Отечественной войны, капитан 1-го ранга, Герой Советского Союза.
- 27 декабря — Аркадий Добровольский (71) — советский учёный-правовед.
- 28 декабря — Варлам Габлия (80) — участник Великой Отечественной войны, старший сержант, Герой Советского Союза.
- 28 декабря — Пётр Корягин (77) — участник Великой Отечественной войны, старший сержант, Герой Советского Союза.
- 29 декабря — Василий Молоков (87) — генерал-майор авиации, полярный лётчик, участник операции по спасению экспедиции парохода «Челюскин», Герой Советского Союза №3.
- 29 декабря — Михаил Никишин (75) — участник Великой Отечественной войны, майор, Герой Советского Союза.
- 31 декабря — Иван Григорьевский (81) — участник Великой Отечественной войны, генерал-лейтенант, Герой Советского Союза.
- 31 декабря — Ефим Дзиган (84) — советский кинорежиссёр, театральный режиссёр, сценарист, педагог, народный артист СССР.
- 31 декабря — Михаил Кащеев — участник Великой Отечественной войны, полковник, Герой Советского Союза.